# Lotus 49
Chronologie des modèles (1967-1968-1969-1970)
Lotus 43 Lotus 49B
La Lotus 49 est une Formule 1 de l'écurie Team Lotus, conçue par Colin Chapman et Maurice Philippe (en) qui a couru de 1967 à 1970. Conçue à l'origine comme châssis de test pour accueillir le nouveau moteur Cosworth DFV, elle devient la première monoplace de Formule 1 à moteur porteur (elle n'est constituée que d'une demi-coque avant, le moteur Cosworth DFV servant de structure portante à l'arrière) à avoir gagné un Grand Prix.
Aux mains de Graham Hill, elle est championne du monde (titres constructeur et pilote) en 1968, puis permet à Lotus et Jochen Rindt, dans la première moitié de la saison 1970, de gagner de précieux points pour ces titres. La voiture de Graham Hill, championne du monde en 1968, est exposée à la collection privée Setton, en France.

## Conception

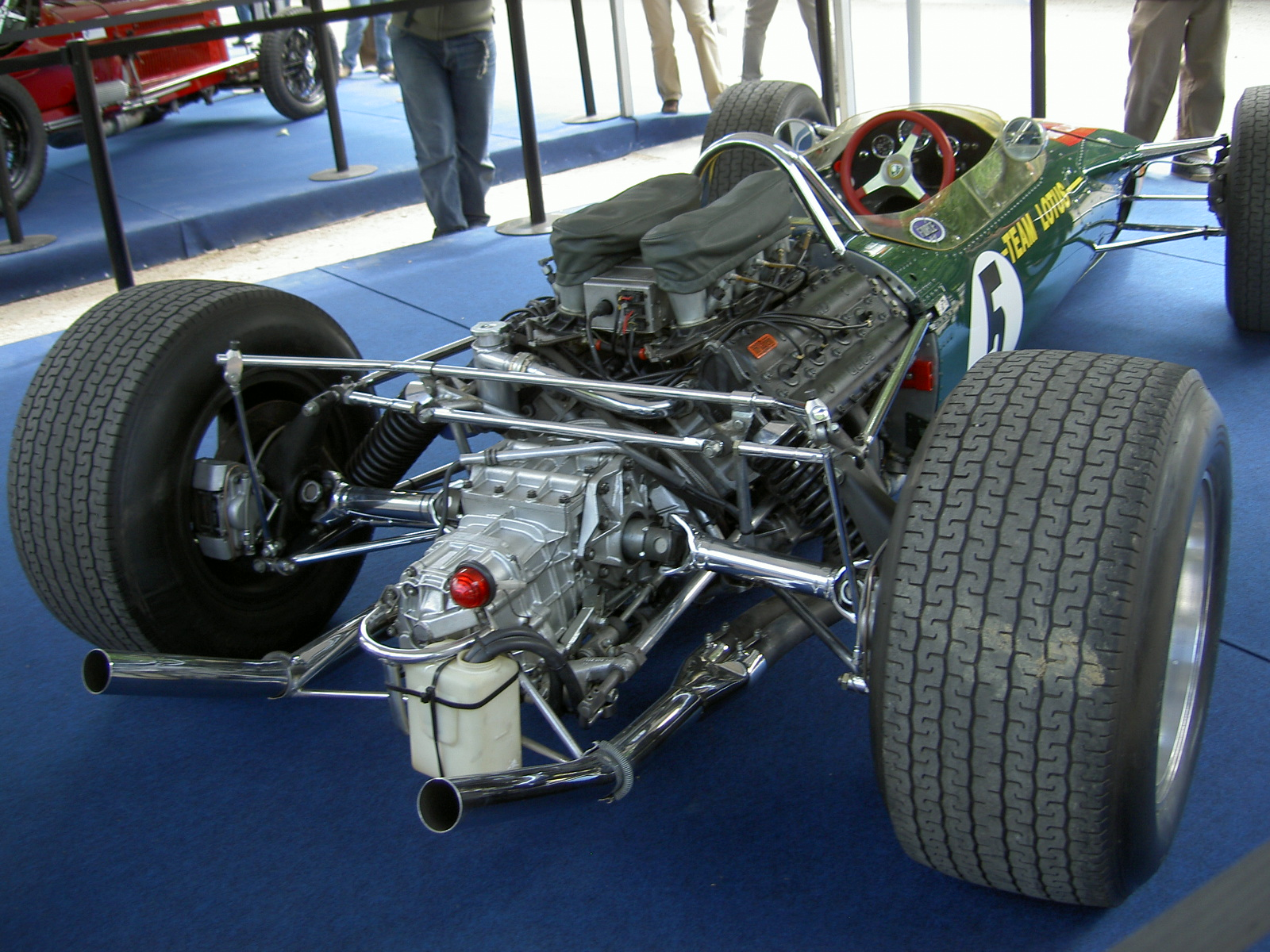
Le moteur porteur Cosworth DFV, et la suspension à bras parallèles de la Lotus 49 (1967).

Cette monoplace est très différente de la Lotus 43 qui n'a pas eu la réussite escomptée. Elle en diffère principalement par sa nouvelle conception avec son moteur porteur qui remplace la moitié arrière de la coque en aluminium riveté. Cette technique, si elle permet un gain de poids intéressant grâce à la petite taille de la coque, nécessite la conception d'un bloc moteur plus solide pour résister aux efforts torsionnels induits. 
Chapman, grâce aux relations qu'il a liées avec le groupe Ford lors de l'aventure Lotus à Indianapolis, convainc le géant américain de s'occuper de la production du moteur, sa conception étant confiée au couple Keith Duckworth, un de ses anciens collaborateurs, et Mike Costin qui ont créé la manufacture Cosworth (Cos de Costin et worth de Duckworth). De ces alliances naît le V8 DFV (Double Four Valves ou Double arbre à cames et quatre soupapes par cylindre) de 3 litres qui va dominer la Formule 1 pendant une quinzaine d'années, remportant 155 courses.
Elle sera dotée de suspensions arrière à bras parallèles.
Plusieurs versions de cette monoplace seront conçues, la 49, la 49B puis la 49C. La première version de cette Lotus ne possède pas encore d'ailerons ni de moustaches et est la dernière à conserver les couleurs traditionnelles vert anglais avec la bande centrale jaune paille. Lors de sa première apparition, la 49 est équipée d'une boîte de vitesses ZF-5D3-12 remplacée, pour accroître sa fiabilité, par une boite Hewland beaucoup plus robuste au début de la saison 1967.

## Historique
La Lotus 49 participe à la saison 1967 à partir du troisième Grand Prix, aux Pays-Bas à Zandvoort, qu'elle remporte ; c'est la première victoire d'un moteur Cosworth. L'écurie gagne encore trois courses (Silverstone, Watkins Glen puis Mexico) et obtient les neuf dernières pole positions de la saison grâce à Jim Clark et Graham Hill.